# Laurel Park (Carolina del Nord)
Laurel Park és una població dels Estats Units a l'estat de Carolina del Nord. Segons el cens del 2000 tenia 1.835 habitants.

## Demografia
Segons el cens del 2000, Laurel Park tenia 1.835 habitants, 930 habitatges i 606 famílies. La densitat de població era de 264,4 habitants per km².
Dels 930 habitatges en un 13,5% hi vivien nens de menys de 18 anys, en un 60,2% hi vivien parelles casades, en un 4,4% dones solteres, i en un 34,8% no eren unitats familiars. En el 31,5% dels habitatges hi vivien persones soles el 18,5% de les quals corresponia a persones de 65 anys o més que vivien soles. El nombre mitjà de persones vivint en cada habitatge era d'1,97 i el nombre mitjà de persones que vivien en cada família era de 2,42.
Per edats la població es repartia de la següent manera: un 12,7% tenia menys de 18 anys, un 2,6% entre 18 i 24, un 16,5% entre 25 i 44, un 28,2% de 45 a 60 i un 40,1% 65 anys o més.
L'edat mediana era de 59 anys. Per cada 100 dones de 18 o més anys hi havia 78,8 homes.
La renda mediana per habitatge era de 52.813 $ i la renda mediana per família de 59.118 $. Els homes tenien una renda mediana de 49.853 $ mentre que les dones 29.750 $. La renda per capita de la població era de 35.749 $. Entorn del 2,2% de les famílies i el 3,3% de la població estaven per davall del llindar de pobresa.

## Poblacions més properes
El següent diagrama mostra les poblacions més properes.